# Skeppshandelsfrågan

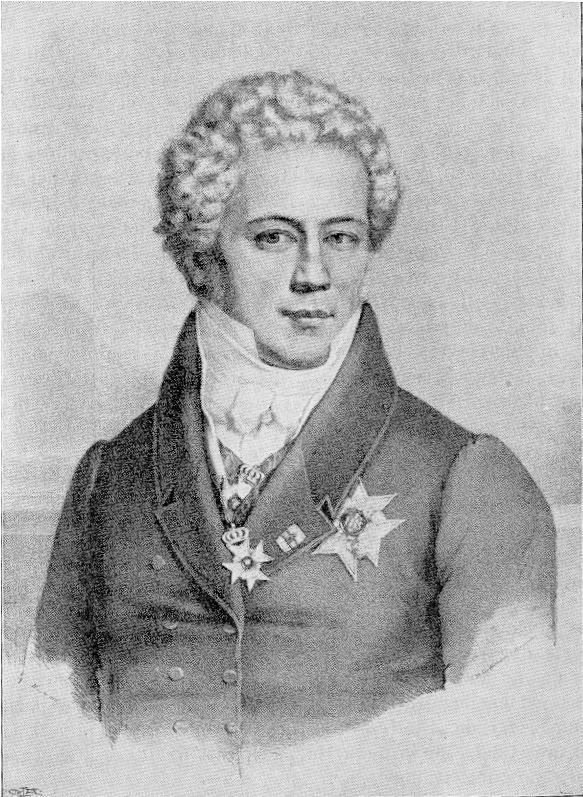
Den svenske utrikes-statsministern Gustaf Af Wetterstedt förespråkade försäljningen av örlogsfartygen till Sydamerika 1825.

Skeppshandelsfrågan var en politisk fråga under 1820-talet då Sverige sålde äldre örlogsfartyg, officiellt till brittiska handelshus, men i själva verket såldes de sedan vidare till de tidigare spanska besittningarna i Amerika, som då slogs för att bli självständiga stater. Storbritannien hade erkänt flera av dessa stater, men Ryssland, som var allierat med Spanien hotade Sverige med krig, och Sverige tvingades ställa in försäljningen.

## Bakgrund
Efter Napoleonkrigens slut skärptes förhållandet mellan Ryssland och Storbritannien. Sverige-Norge försökte balansera i stormaktspolitiken och hade efter 1812 knutit nära relationer till Ryssland. 
Under 1810- och 1820-talen utropade sig samtliga de spanska kolonierna i Sydamerika självständiga. Storbritannien var den enda av stormakterna som öppet erkände de nya staterna, medan Ryssland, som var allierat med Spanien genom den heliga alliansen, var emot detta.
Sverige som visserligen hade varit medlem av alliansen sedan 1816, beslöt sig 1825 för att upprätta handelskontakter med de sydamerikanska länderna. För att anskaffa medel för byggandet av två nya linjeskepp beslutade den svenska regeringen att sälja två äldre fregatter till Colombia och tre något modernare fartyg till Mexiko. Brittiska handelshus tjänade som mellanhand vid affärerna. Den svenske utrikes-statsministern Gustaf af Wetterstedt hoppades att försäljningen skulle leda till handelspolitiska fördelar och ett potentiellt närmande till Storbritannien. 

## Internationella reaktioner
Tsar Alexander I ville inte veta av att Sverige sålde krigsmateriel till sina allierades fiender och protesterade inför Karl XIV Johan. Den svensk-norske kungen ansåg emellertid att Spanien saknade laglig rätt till sina tidigare kolonier och stod fast mot de ryska påtryckningarna. Kungen gjorde dock ett försök till en kompromiss i frågan och krävde att Sverige skulle erhålla ekonomisk ersättning ifall affärerna gick tillbaka, något som avvisades av ryssarna. Tsaren hotade till slut med krig om inte Sverige avbröt försäljningen av de tre senare fartygen, som ännu inte avgått. Karl Johan tvingades då efter uppmaningar från statsråden att tillmötesgå de ryska kraven.
Storbritannien ville inte riskera en brytning med Ryssland och rådde därför Sverige till en försiktig reträtt. Sverige tvingades att avveckla sin handel med Mexiko och betala ett större skadestånd. Fartygen som varit avsedda för Colombia såldes istället på auktion i New York med betydande förlust.

## Efterspel
Skeppshandelsfrågan ledde till en förlust på nära 212 000 riksdaler för den svenska staten. De diplomatiska förvecklingarna med Ryssland medförde att relationerna mellan länderna tillfälligt ansträngdes. I Sverige fick de misslyckade affärerna även betydande inrikespolitiska konsekvenser då de gav oppositionen anledningar till kritik av kungahuset.  
Efterräkningen kom på 1828–30 års riksdag, och den minister som närmast haft hand om affären, generalamiralen Olof Rudolf Cederström (känd från Viborgska gatloppet), tvingades att avgå från statsrådsämbetet.